# جايب نويل
جايب نويل (بالإنجليزية: Gabe Newell)‏ ويعرف أيضاً باسمه المستعار غيبن، ولد في 3 نوفمبر 1962 ، هو المؤسس المشارك لشركة فالف المختصة في تطوير ألعاب الفيديو والتوزيع الرقمي وشغل منصب كبير الإداريين التنفيذيين فيها.

## حياته
درس في جامعة هارفارد لكنه ترك الجامعة وذهب للعمل في شركة ميكروسوفت حيث قضى فيها ثلاثة عشر عاما. وبعد أن أصبح مليونيرا بفضل عمله في ميكروسوفت ذهب للعمل على لعبة كوايك لدى شركة آي دي سوفتوير. في 1996 قام بتأسيس شركة فالف مع أحد موظفي ميكروسوفت السابقين حيث قاما بتمويل الشركة من مالهما الخاص أثناء عملية تطوير لعبة فالف المشهورة هاف - لايف.

## روابط خارجية
- جايب نويل على موقع IMDb (الإنجليزية)
- جايب نويل على موقع ديسكوغز (الإنجليزية)